# 堺市立殿馬場中学校
堺市立殿馬場中学校（さかいしりつ とのばばちゅうがっこう）は、大阪府堺市堺区にある公立中学校。

## 概要
堺市で最初の市立中学校9校のうちの1校として、学制改革と同時の1947年に創立した。堺市中心部の旧市街に位置し、堺東駅周辺の官公庁街・商業地区も校区に含まれている。学校敷地は、戦災で廃校となった旧殿馬場小学校の敷地を転用している。
現在の学校敷地の向かい側には、江戸時代には堺奉行所があり、奉行のための馬場も設置されていた。そのことから学校付近の一帯は当時「奉行（＝殿）の馬場」として「殿馬場」と呼ばれていたことが、校名の由来となっている。
校章は堺市の市章と、中学校の「中」を図案化した六星、校章制定当時の名称・堺市立第二中学校の「二」を組み合わせたデザインとなっている。
校内からは1981年に、室町時代に町人の家で使用されていたとみられる井戸の跡が発見された。当時放送されていたNHKの大河ドラマ『黄金の日日』にあやかって「黄金の井戸」と名付け、校内の池への給水などに使用している。
同校では夜間学級を設置し、教育機会に恵まれなかった学齢超過者への教育をおこなっている。また市立堺病院内に院内学級を設置し、同病院に入院中の生徒への教育を実施していたが、同病院の移転に伴い、堺市立津久野中学校に移管した。

## 沿革
1947年に堺市立第二中学校として開校した。開校当初は、熊野・錦・錦綾の3小学校を校区とした。
4月1日に開校し、4月21日に開校記念式典および第1回入学式を実施している。学制改革に伴って設置された堺市立の新制中学校9校は、1947年4月21日に開校記念式典・第1回入学式を一斉に実施した。このことから、後年に堺市に編入した地域にある学校やのちに新設開校した学校も含めて、堺市立中学校は創立記念日を4月21日に統一して実施している。
第二中学校は、開校当初は堺市香ヶ丘町・堺市立商業学校（のちの堺市立商業高等学校）に仮校舎を設置した。開校直後の1947年4月28日より、堺市櫛屋町東3丁26番地（現在地）・旧殿馬場小学校敷地での校舎建設工事が始まった。校舎竣工に伴い、1947年9月より現在地での授業を開始した。移転の際には、大阪刑務所で製作された新品の机といすを、生徒たちが担いだりリヤカーに乗せるなどして学校まで運んだという記録が残されている。
1949年には隣接地の寺院の墓地や民家などの敷地を買収し、学校敷地を拡張している。
堺市の新制中学校は、開設当初は番号での校名となっていた。その後堺市は、番号では所在地がわかりにくいことや将来的には中学校の増加が見込まれることなどから、すべての学校について地名を取り入れた名称へと変更する方針を出した。このため1950年に現在の校名・堺市立殿馬場中学校に改称している。
1947年には1年生だけだったが学年進行で生徒が入学したことに加え、戦災からの復興、当時校区だった錦綾小学校校区で住宅開発が進められたことなどで、1949年度以降生徒数が急増した。そのため二部授業や1学級の学級定員を標準より増加させる圧縮授業、講堂の間仕切り教室での授業などがおこなわれた。
過密解消のため、1952年には堺市立浅香山中学校が開校した。浅香山中学校の開校に伴い、錦綾小学校校区を殿馬場中学校校区から浅香山中学校校区へと変更している。これに伴い、校区は熊野・錦の2小学校校区となった。
浅香山中学校開校直後の一時期は生徒数は減少傾向になっていた。しかしベビーブーム世代が中学校入学時期を迎えたことや、臨海開発や住宅開発などにより堺市の人口が増加したこと、また学歴偏重の風潮が強まったことを背景に越境入学の風潮が強まって越境入学生徒が集中したことが重なり、1960年度から再び生徒数が急増した。ピーク時の1963年度には生徒数は1900人近くになり、3年前の1959年度と比較して約1.65倍に急増している。
越境入学が教育問題・社会問題となって社会的批判が高まり、堺市も強力な是正指導をおこなったことで、越境入学は1970年代前半にはほぼ姿を消している。
1960年代後半頃から公害問題が社会問題化した。当時学校北側の堺大和高田線が拡幅されたこともあり、学校では自動車の騒音問題が深刻化していた。そのため道路に面する校舎に1974年、二重窓や冷暖房設備が取り付けられている。

### 夜間学級
義務教育の未修了者に対して中学校教育を実施する夜間学級は、1972年に3学級49名・専任教員3名で設置された。行政が正式に認可・設置した夜間学級としては堺市では初めてのものとなった。
堺市教育委員会は、交通の便のよい場所、夜間学級専用教室が設置できる場所、将来夜間学級専用校舎が建設できる条件のある場所という3つの条件で設置場所の選定をおこない、条件を満たす殿馬場中学校が設置場所として選定された。
開校当初は、倉庫や部活動の部室などとして使用されていた木造校舎を改修して転用していた。その後1980年に夜間学級専用校舎設置計画が策定され、1982年には夜間学級の専用校舎が竣工した。
夜間学級校舎建設工事の際、建設予定地から堺環濠集落の埋蔵文化財が発掘されている。

### 院内学級
市立堺病院院内学級の前身は、1969年に設置された堺市立浅香山養護学校院内学級にさかのぼる。浅香山養護学校は病弱児を対象とした養護学校だったが、1981年に廃止されている。
院内学級は1975年に大阪府に移管され、同年に新設された大阪府立泉北養護学校（現在の大阪府立泉北高等支援学校）の院内学級となった。
泉北養護学校は病弱児を対象とした養護学校（小学部・中学部）だったが、1990年代に知的障害児を対象とした高等部単独の学校に改編されることとなった。そのため再び堺市に移管して継承する形で、1997年に熊野小学校・殿馬場中学校院内学級となった。2015年には、病院の移転に伴い、移転先を通学区域とする家原寺小学校・津久野中学校に移管された。

### 年表
- 1947年4月1日 - 堺市立第二中学校として開校。
- 1947年9月5日 - 現在地（旧殿馬場小学校跡）に校舎竣工し、移転。
- 1949年4月1日 - 堺市教育委員会から、職業指導の研究校に指定される。
- 1949年11月4日 - 隣接地を買収し、校地を拡張。
- 1950年4月1日 - 堺市立殿馬場中学校と改称。
- 1950年10月20日 - 校歌制定。
- 1952年4月1日 - 従来の校区の一部（堺市立錦綾小学校校区）を、新設の堺市立浅香山中学校校区へ分離。
- 1952年4月1日 - 文部省から、産業教育の研究校に指定される。
- 1954年4月1日 - 日本職業指導協会から、職業指導の研究校に指定される。
- 1959年4月1日 - 堺市教育委員会から、道徳教育の研究校に指定される。
- 1968年4月19日 - 美術教育の研究校に指定される。
- 1972年4月1日 - 夜間学級を開設。
- 1974年9月27日 - 大阪府警本部長から、交通安全指導の表彰を受ける。
- 1975年4月 - 文部省から、道徳教育の研究校に指定される。
- 1981年 - 夜間学級校舎建設予定地から堺環濠集落跡が発掘され、発掘調査を実施。
- 1982年9月1日 - 夜間学級の独立校舎が竣工。
- 1997年4月1日 - 市立堺病院内に院内学級を設置。
- 2015年7月1日 - 院内学級が堺市立津久野中学校に移管。
- 2015年7月11日 - 府道12号線(大和高田線)側に4階建て校舎竣工

## 通学区域
- 堺市立熊野小学校と堺市立錦小学校の通学区域。

※夜間学級は大阪府下在住で、中学校を卒業していない学齢超過者が対象。

## 交通
- 南海高野線 堺東駅 北西へ約900m。
- 阪堺電気軌道阪堺線 花田口停留場 東へ約500m。
- 南海本線 堺駅 東へ約1.4km。
- 南海バス（堺シャトルバス） 大寺正門山之口前バス停、熊野小学校バス停。

## 出身者
- 清水耕介 - 元プロバスケットボール選手：1997年卒業
- 谷村美月 - 女優：2006年卒業
- 竹山修身 - 第19代堺市長：1966年卒業